# János Horváth
János Horváth   (Budapest, 30 de juliol de 1924 - 12 de març de 2015) va ser un matemàtic hongarès que va treballar a Colómbia i als Estats Units, on va ser conegut com Juan o John, respectivament.

## Vida i obra
Es va doctorar l'any 1947 com a alumne de Lipót Fejér. A més d'ell, a la promoció de 1947 es van graduar altres quatre matemàtics talentosos: János Aczél, Ákos Császár, László Fuchs i István Gál, coneguts tots ells com Els Cinc Grans.
Després d'obtenir el seu doctorat, va anar a París per fer recerca al CNRS. Des de 1951 fins a 1957 va ser professor a la Universidad de los Andes de Bogotá (Colòmbia). I finalment, a partir de 1957, va ensenyar a la Universitat de Maryland, fins al 1994 quan es va jubilar i va rebre el títol de professor emèrit.
Va fer aportacions notables en diversos camps de l'anàlisi matemàtica i va aconseguir un gran èxit en el camp de l'anàlisi funcional i la teoria de distribució amb el seu llibre Topological Vector Spaces and Distributions (1966).
També va editar el 2006 un llibre d'història de les matemàtiques en el seu país: A Panorama of Hungarian Mathematics in the Twentieth Century.